# 伊利亚随笔集
《伊利亚随笔集》（英語：Essays of Elia）由查爾斯·蘭姆（Charles Lamb）所著，首次成书出版于1823年。第二卷《新伊利亚随笔集》（Last Essays of Elia）由出版商爱德华 · 莫克森（Edward Moxon）于1833年出版。
《随笔集》中收录的文章于1820年至1825年间在《伦敦杂志》（The London Magazine）上刊出。兰姆的文章非常受欢迎，在整个十九世纪期间多次再版。 这些文章行文带有个人风格，抱持一种谈话式的语气，吸引了许多读者。它们“确立了兰姆‘最讨喜的英国随笔作家’的地位。” “伊利亚”就是兰姆本人，而“布里奇特表妹”（Cousin Bridget）则是他的妹妹玛丽。 兰姆第一次署假名“伊利亚”时，作了一篇关于南海公司的文章。他曾在那里工作过数十年，“伊利亚”是一位意大利同事的姓氏。从此之后，兰姆一直用这个笔名写作。
《随笔集》和《新随笔集》的美国版于1828年在费城出版。 当时，版权法对美国出版商没有限制，而且他们经常从英国书籍和期刊上复印文章，因此美国版《新随笔集》比英国版早出版5年。
评论家们追溯了对兰姆风格有所影响的早期作家，其中尤以托马斯·布朗（Sir Thomas Browne）和罗伯特·伯顿（Robert Burton）为最——这两位作家也影响了兰姆的朋友，托马斯·德昆西。
兰姆后期一些风格相同的作品收纳在《伊利亚那》（Eliana）中。

## 文章
《伊利亚随笔集》中收录了以下文章：
- 《南海公司》
- 《牛津假期》
- 《三十五年前的基督公学》
- 《人的两个种族》
- 《除夕夜》
- 《巴特尔夫人对惠斯特纸牌游戏的看法》
- 《谈耳朵》
- 《傻瓜节》
- 《贵格集会》
- 《新旧校长》
- 《情人节》
- 《不完美的同情》
- 《女巫与其它夜里的恐惧》
- 《我的亲戚》
- 《赫特福德郡的麦克里街》
- 《现代英雄》
- 《内殿律师学院的老议员》
- 《肉前恩典》
- 《第一次看戏》
- 《梦中的孩子——一篇遐思》
- 《远方通信人》
- 《赞美烟囱清扫者》
- 《对大都市中乞丐衰落的抱怨》
- 《论烤猪》
- 《单身人士对已婚人士行为的抱怨》
- 《谈一些老演员》
- 《谈上世纪人工喜剧》
- 《谈蒙登的表演》

《新伊利亚随笔集》中收录了以下文章：
- 《H郡的布莱克斯穆尔》
- 《穷亲戚》
- 《谈谈书籍，谈谈阅读》
- 《舞台错觉》
- 《埃利斯顿的影子》
- 《埃利斯顿尼亚那》
- 《老石鲈号独桅船》
- 《康复中的病人》
- 《真正天才的理智》
- 《杰克逊上尉》
- 《退休的人》
- 《上流文体》
- 《芭芭拉 · S》
- 《修道院中的坟墓》
- 《复活的朋友》
- 《菲利普 · 西德尼爵士的十四行诗摘》
- 《三十五年前的报纸》
- 《现代艺术创作中想象力之匮乏》
- 《婚礼》
- 《新年来临的喜悦》
- 《旧瓷器》
- 《小天使——一个梦》
- 《酒鬼忏悔录》
- 《流行谬论》

在这些文章中，最受喜爱的大概是《梦中的孩子》和《旧瓷器》。 埃尔加一支短曲的灵感来源就是《梦中的孩子》。兰姆对舞台剧十分喜爱，这也成为了他一些文章的主题，例如《第一次看戏》、《舞台错觉》、《埃利斯顿尼亚那》等等。 《H郡的布莱克斯穆尔》所写的其实是赫特福德郡的布莱克斯维尔（Blakesware, Hertfordshire），兰姆的外祖母曾在那里做过多年女管家。